# Анищенко, Александр Петрович
Александр Петрович Анищенко (род. 14 апреля 1975, Москва) — азербайджанский фигурист, выступавший в парном катании.  Участник зимних Олимпийских игр 1998 года.

## Биография
Александр Анищенко родился 14 апреля 1975 года в городе Москва.
Тренировался под началом Владимира Захарова.
Трижды участвовал в чемпионатах мира. В паре с Ингой Родионовой занял 21-е место в 1997 году в Лозанне, 17-е в 1998 году в Миннеаполисе, 15-е в 1999 году в Хельсинки.
Трижды выступал на чемпионатах Европы. В паре с Ингой Родионовой стал 13-м в 1997 году в Париже, 9-м в 1998 году в Милане, 12-м в 1999 году в Праге.
В 1998 году вошёл в состав сборной Азербайджана на зимних Олимпийских играх в Нагано. В парном катании вместе с Ингой Родионовой занял 18-е место, набрав 27,5 балла и уступив 26 баллов завоевавшим золото Оксане Казаковой и Артуру Дмитриеву из России.